# Хоффманн, Мартин Ричард
Мартин Ричард Хоффманн (англ. Martin Richard Hoffmann; 20 апреля 1932, Стокбридж, штат Массачусетс, США — 14 июля 2014, Уоррентон, штат Виргиния, США) — американский государственный деятель, министр армии США (1975—1977).

## Биография
В 1954 г. окончил Принстонский университет и поступил в армию в США. В 1955 г. окончил Офицерскую артиллерийскую школу, служил в 187-й полковой боевой группе и 101-й воздушно-десантной дивизии (1955—1956). Затем уволился в запас. В 1961 г. окончил юридический факультет Виргинского университета.
- 1961—1962 гг. — помощник судьи апелляционного суда четвертого округа в Александрии (Виргиния),
- 1962—1965 гг. — заместителя прокурора в Вашингтоне, округ Колумбия,
- 1965—1966 гг. — консультант парламентского меньшинства юридического комитета палаты Палаты представителей Конгресса США,
- 1967—1969 гг. — юридический советник сенатора Чарльза Перси из Иллинойса,
- 1967—1969 гг. — заместителем главного юрисконсульта и заместитель секретаря университета University Computing Company,
- 1971—1973 гг. — юридический советник Комиссии по атомной энергии,
- 1973—1974 гг. — специальный помощник министра обороны,
- 1973—1974 гг. — главный юрисконсульт Министерства обороны,
- 1974—1975 гг. — главный юрисконсульт Министерства армии,
- 1975—1977 гг. — министр армии США. Под его руководством была проведена реформа армии, связанная с итогами Войны во Вьетнаме, также организовал орган по защите данных (Privacy Review Board), занимавшийся обработкой запросов, предусмотренных Законом «О защите информации».

После ухода в отставку в 1977 г. работал в юридической фирме Gardner, Carton & Douglas. В 1989 г. был назначен вице-президентом и юрисконсультом корпорации Digital Equipment. Он был членом Совета директоров E-Systems, Inc и управляющим армейской Ассоциации Соединенных Штатов. Кроме того, он служил в комиссии министерства обороны по реорганизации и закрытию военных объектов.